# ヴォルプスヴェーデ
ヴォルプスヴェーデ (ドイツ語: Worpswede, ドイツ語発音: [vɔrpsˈveːdə], 低地ドイツ語: Worpsweed) は、ドイツ連邦共和国ニーダーザクセン州オスターホルツ郡に属す町村である。この町は、ブレーメンの北東、ハンメ川に面しており、トイフェルスモーア（泥湿地）の中に位置している。この町は州の保養地に指定されている。町は平地に囲まれた高さ 54.4 m の丘陵ヴァイヤーベルク沿いに位置する。最初の入植は青銅器時代にまで遡る。
この町は芸術家の生活・創作共同体としてのヴォルプスヴェーデ芸術家コロニーで知れられている。ヴォルプスヴェーデ芸術家の家奨学金機構は、2009年までドイツ最大級の奨学金団体の1つであった。ヴォルプスヴェーデには数多くの文化施設やギャラリーがある。

## 地理

### 自治体の構成と町村合併
現在の自治体ヴォルプスヴェーデの町域には、元々23の村落があり、それぞれが独立した自治体を形成していた。1920年代と1936年に多くの自治体が合併し、自治体の数は8町村にまで減少した。1974年3月1日に他の7つの町村がヴォルプスヴェーデに合併した。この8つの旧町村は現在ヴォルプスヴェーデのオルトシャフト（地区）を形成している。
- ヴォルプスヴェーデ（ベルゲドルフ、ノルトヴェーデ、ジュートヴェーデ、ヴァイヤーデーレン、ヴァイヤーモーア、ヴェルペダール、ヴォルプハイムを含む）
- ヒュッテンブッシュ（フュンフハウゼン、ホイドルフ、ヒュッテンドルフを含む）
- メーヴェンシュテット
- ノイ・ザンクト・ユルゲン
- オスターゾーデ（マイナースハーゲン、ノルトゾーデを含む）
- シュルースドルフ
- ユーバーハム
- ヴァークハウゼン（フィーラントを含む）

### 隣接する市町村
ヴォルプスヴェーデに隣接する市町村は、北東がグナレンブルク、東がザムトゲマインデ・タルムシュテットに属すブレッドルフ、ヘプシュテット、タルムシュテット、南がグラスベルクとリリエンタール、西がオスターホルツ＝シャルムベック、北西がザムトゲマインデ・ハムベルゲンに属すフォラーゾーデである。

## 歴史

### 中世
11世紀に、オスターホルツ修道院の所領内に漁村が形成された。この集落の最初の文献記録は1218年である。

### 1600年から1750年まで
三十年戦争の間、1627年からヴォルプスヴェーデはブレーメン大司教のカトリック・皇帝軍に支配された。1630年にスウェーデンがヴォルプスヴェーデ周辺地域の軍事力を獲得した。1648年、ヴォルプスヴェーデはヘッセン＝エシュヴェーゲ方伯フリードリヒに譲渡された。

### 1750年から1850年まで
ハノーファー選帝侯の依頼によりユルゲン・クリスティアン・フィンドルフが1750年頃からトイフェルスモーアの大規模な干拓と植民に着手した。これにより、ホイドルフ（1756年）、ヒュッテンドルフ（1776年）、シュルースドルフ（1800年）といった集落が形成された。1764年に13の耕作地があったノルトヴェーデ村は、最初の入植者が仕立屋 (ドイツ語: Schneider) であったため、地元では"Sniederdorp"（現代ドイツ語で Schneiderdorf = 仕立屋の村）と呼ばれた。

### 1850年から現代
1889年にヴォルプスヴェーデ芸術家コロニーが形成された。
国家社会主義はヴォルプスヴェーデにおいても地盤を固めた。1933年3月の国会議員選挙において、ヴォルプスヴェーデでは 66 % の票が NSDAP と戦線 黒白赤に投じられた（同じ選挙でのドイツ平均の得票率は 52 % であった）。これに対して、社会民主党や共産党の得票率は 16 % に留まった（全国平均は 31 %）。こうした発展は、ヴォルプスヴェーデにおいては、民族思想に忠実で国家社会主義思想に共感したフリッツ・マッケンゼン、カール・ウプホフ、マルタ・フォーゲラー（旧姓シュレーダー）といった芸術家たちの郷土や自然を崇拝するカルト思想によって強化されていった。一方、ハインリヒ・フォーゲラーやフォーゲラーの娘マリーと結婚したグスタフ・レグラーといった左派思想家は移住を余儀なくされた。郷土・自然崇拝のカルトは、最終的に「ドイツ精神史の保守的で国家主義的潮流に回帰する」、「その起点にはヘルダーやロマン主義者がある」と低地ドイツ語学者クラウス・シュッペンハウアーは書いている。そしてシュトローマイヤー/アルティンガー/クロークマンは2000年に『血と土』というスローガンに象徴される無条件の純血信仰の倒錯について研究を行った。こうした状況やユダヤ系住民の排斥については、アニング・レーメンジーク著の "Juden in Worpswede" に詳述されている。
1976年11月9日、ヴォルプスヴェーデ地区は、州指定の保養地に登録された。

## 住民

### 宗教
ヴォルプスヴェーデの住民の多くは、福音主義＝ルター派福音主義＝ルター派ハノーファー教会に属している。ローマ＝カトリックを信仰する住民は、ヴォルプスヴェーデのマリア・フリーデン礼拝堂が属すオスターホルツ＝シャルムベックの聖家族教会区に組織されている。この他に、これらに属さないキリスト教系グループや自由教会がある。たとえば、バプテスト教会、プリマス・ブレザレン、新使徒教会、イスラム教徒である。また、無宗教のグループが増えつつある。

## 行政

### 議会

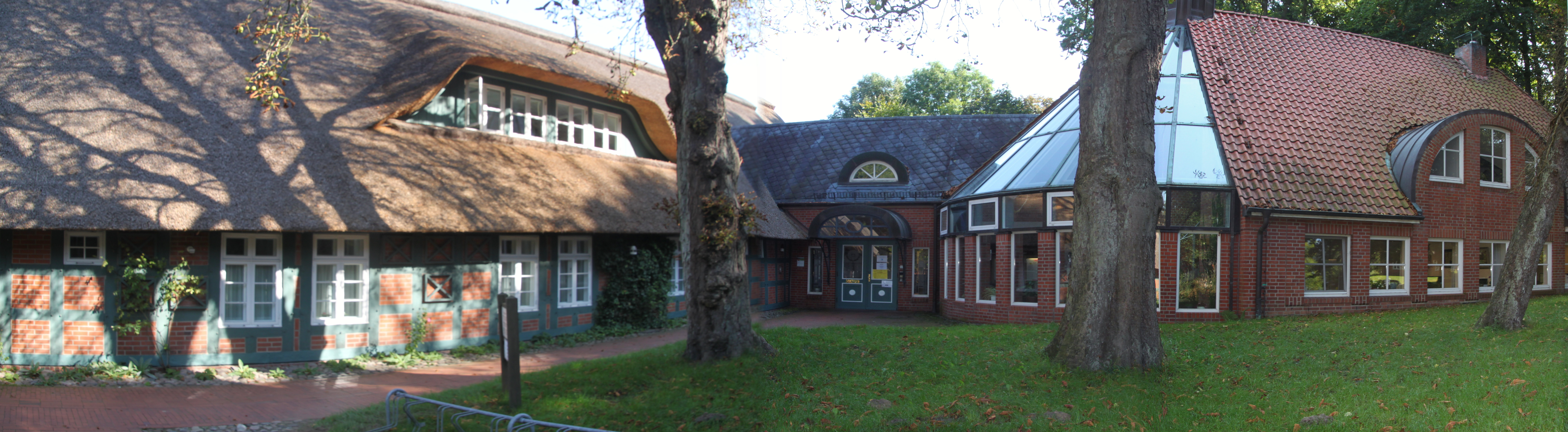
ヴォルプスヴェーデの町役場

ヴォルプスヴェーデの町議会は24議席からなる。これは人口9,001人から10,000人の自治体に対する議員定数である。24人の議員は5年ごとに改選される。
町議会では、上位の議員の他に町長が投票権を有している。

### 首長
ヴォルプスヴェーデの町長は、2001年から無所属の法律家シュテファン・シュヴェンケが務めている。2014年の町長選挙では、対立候補がおらず、80.5 % の支持票を獲得して再選された。この選挙の投票率は 49.3 % であったシュヴェンケは、2014年11月1日に再び町長に就任した。

### 紋章
図柄: 白地。基部は三峰の緑の山。その山の中に、底の丸い赤い小楯がある。小楯の中にはさらに小さな銀の楯が3つ配置されている。頂部は赤で、その中に銀のユリ、その両側にそれぞれ4つ菱形状に配置された金色の木組みの家が描かれている。
解説: この紋章にはヴォルプスヴェーデの歴史が反映されている。1223年にザクセン公およびライン宮中伯ハインリヒは、オスターホルツ修道院に4つの農場を寄贈した。1225年頃にはブランデンブルク辺境伯マルガレーテはオスターホルツの教会にヴォルプスヴェーデ半島の4つの農場を寄進した。これらの8つのヴォルプスヴェーデの農場は、紋章頂部の赤地に金色の家屋として描かれている。8つの家屋は、ヴォルプスヴェーデの8つの地区を象徴してもいる。ユリはオスターホルツのマリエン修道院を象徴している。緑色で表現されたヴァイヤーベルクは銀地によって頂部から配色上分離されている。1884年のフリッツ・マッケンゼンによる芸術上のヴォルプスヴェーデの発見は、ヴァイヤーベルクの中に銀色で縁取られた芸術家のツンフトの紋章によって表現されている。芸術家のツンフトの紋章には、建築家、画家、彫刻家の3つの芸術を表す小さな楯が描かれている。

### 姉妹自治体
ヴォルプスヴェーデは、ニーダーザクセン/ブレーメン自治体連合に加盟している。

## 文化と見所

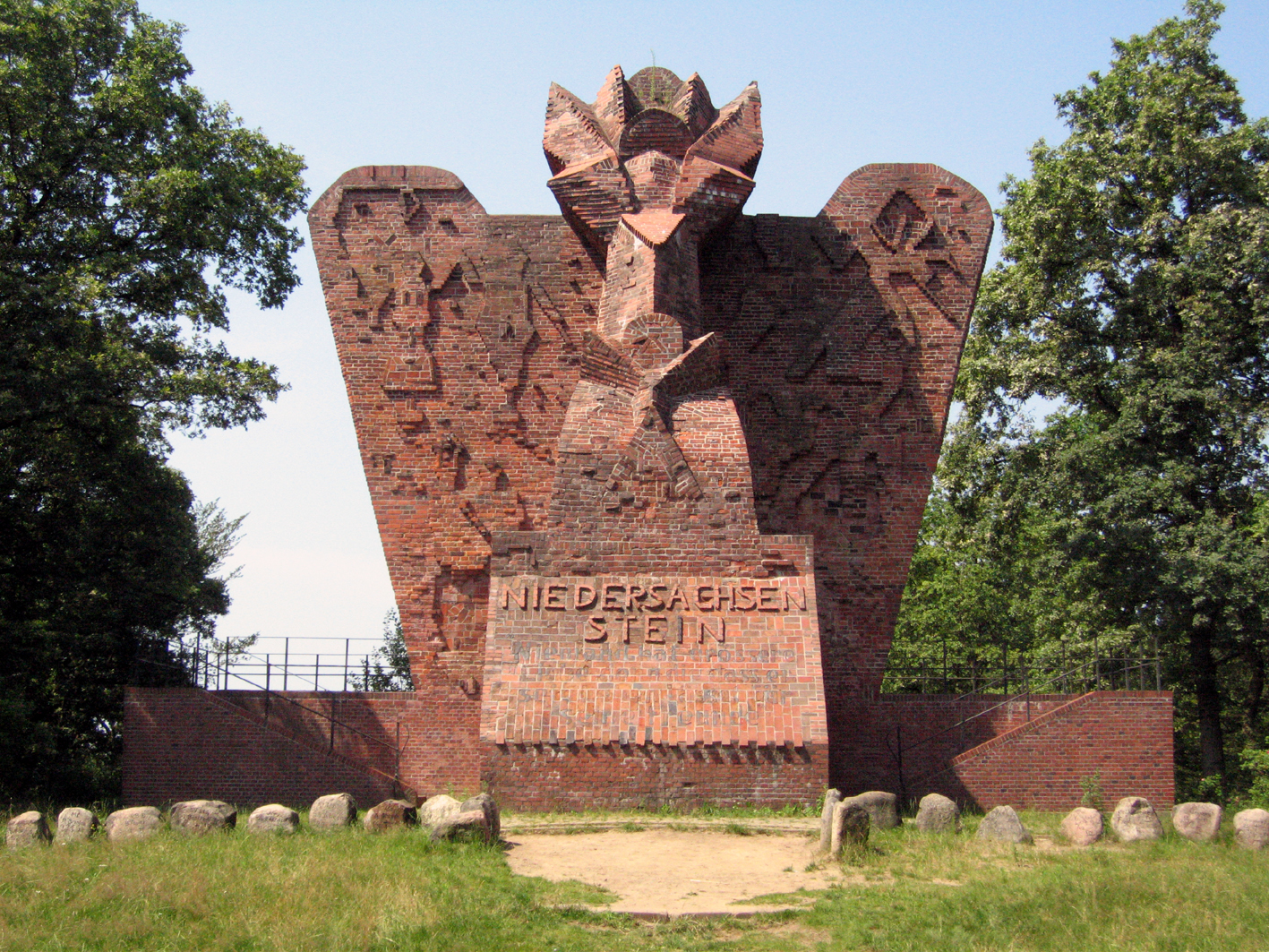
ニーダーザクセンシュタイン

### ニーダーザクセンシュタイン
ヴァイヤーベルクに設置されている高さ 18 m のレンガ製のモニュメントであるニーダーザクセンシュタインは、遠くから見ると鷲の様にも見える。このモニュメントは、第一次世界大戦で戦没したこの地域の兵士を記念している。このモニュメントは1922年に建築家ベルンハルト・ヘトガーのデザインに基づいて製作された作品で、ドイツで唯一の表現主義による大型造形作品として、芸術史上重要な作品である。ニーダーザクセンシュタインの建設は、大変に困窮し、食料品にも事欠く時代に行われたため、当時は賛否両論であったが、現代においても元々の戦争記念碑という役割のために議論となっている。

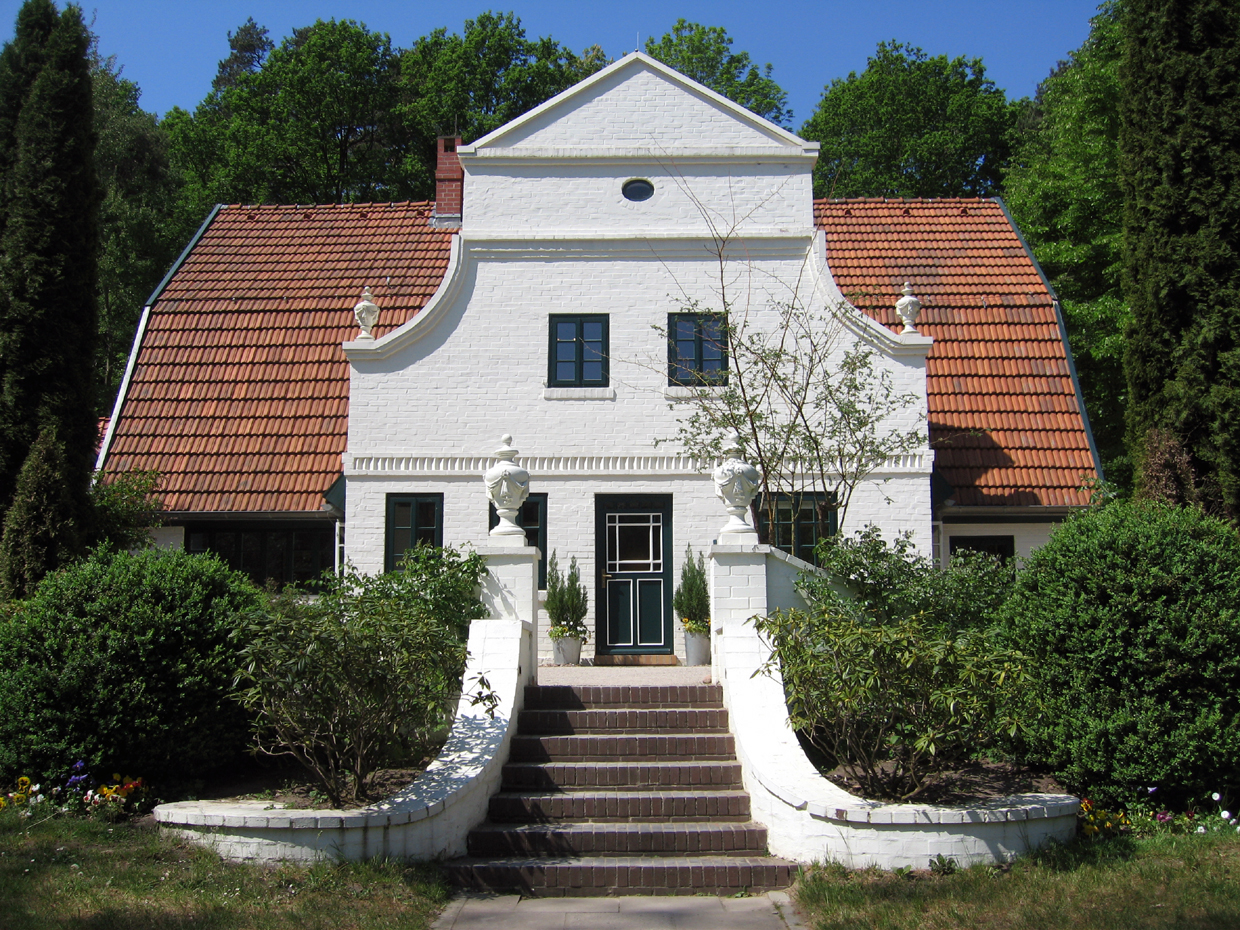
バルケンホフ

### バルケンホフ
元々はヴォルプスヴェーデの農場であったバルケンホフ (ドイツ語: Barkenhoff、低地ドイツ語: Birkenhof) は、1895年に芸術家ハインリヒ・フォーゲラーが購入し、数年のうちにユーゲントシュティール様式の印象的な建物に改築した。この建物はすぐにヴォルプスヴェーデ芸術運動の中心地となり、「ヴォルプスヴェーデ芸術家コロニー」が形成された。第一次世界大戦後、バルケンホフは1919年に「Kommune und Arbeitsschule Barkenhoff」となり、1923年からは、1932年に閉鎖されるまでローテ・ヒルフェの「子供の家」として使われていた。
1932年にバルケンホフは造園家で人智学者のマックス・カール・シュヴァルツに買い上げられた。彼は生活改革者のレベレヒト・ミッゲを介してヴォルプスヴェーデにやって来た。彼はここで1932年から1936年までエンジニアのマルティン・シュミット（1892年 - 1964年）とともに造園および入植学校ヴォルプスヴェーデを運営した。この学校では人智学指向の教師とともにバイオダイナミック農法を学び、研究した、シュヴァルツは、バイオダイナミック農法および造園業、堆肥化のパイオニアとみなされており、ゲルトナーホーフ（直訳: 庭園農場）思想の発案者で奨励者であるとされている。シュヴァルツは、1954年にドルナハのゲーテアヌムの景観庭園を造園した。
その後この邸宅は荒廃し、1981年に公的機関の手に渡った。2003年/2004年に根本的な修復がなされた。これ以後この建物は、博物館および催事スペースとして利用されている。隣接する倉庫は、2009年末までバルケンホフ財団の奨学生のアトリエとして利用されていた。

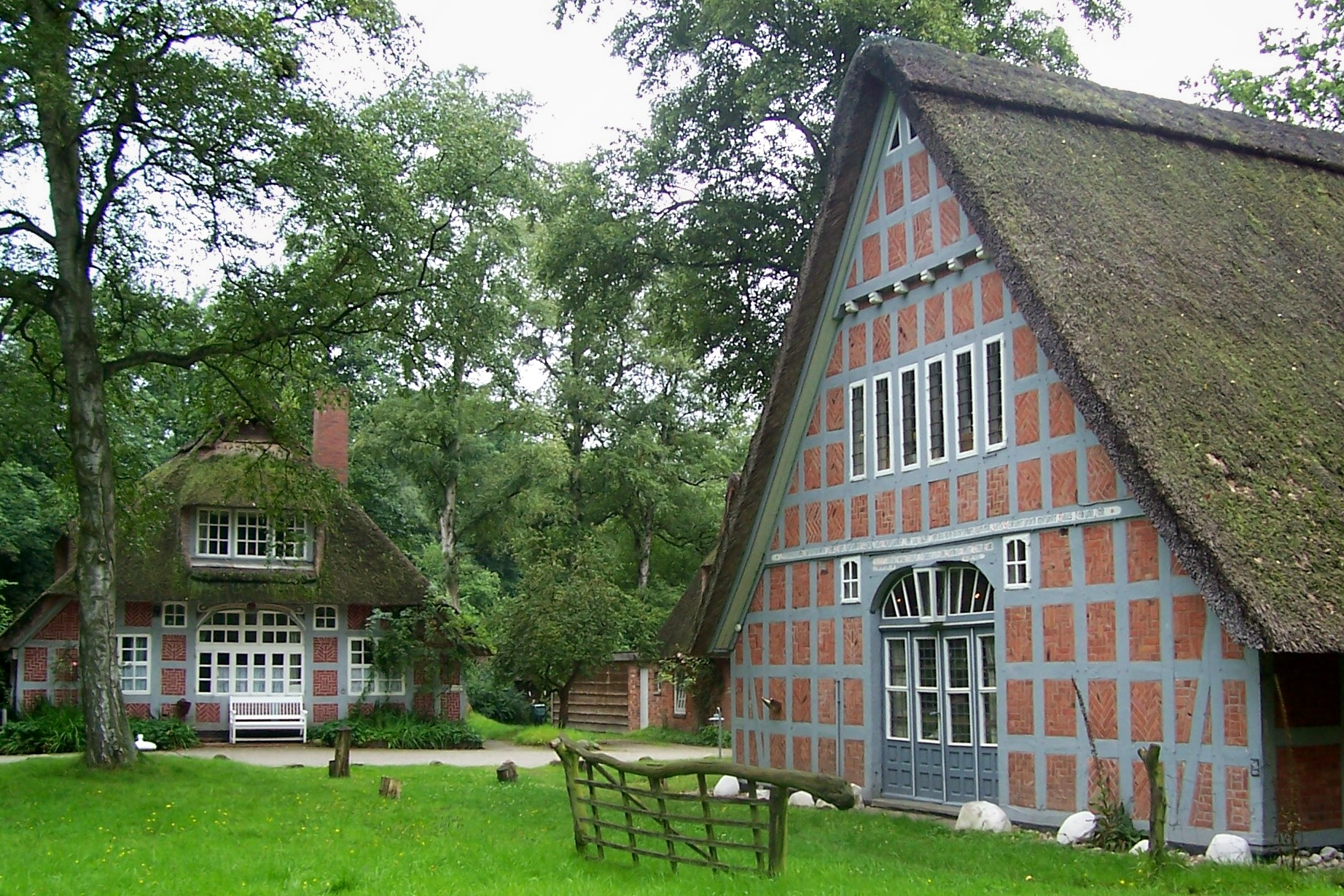
ハウス・イム・シュルーの建物。画面左奥が住居、右が工房である

### ハウス・イム・シュルー
元々湿地の村リューニングゼーに建つ小屋だったハウス・イム・シュルーは、1920年に、ハインリヒ・フォーゲラーの最初の妻であったマルタ・フォーゲラーによってシュルーに移築され、その経済的援助により改築された。この頃彼女はバルケンホフを離れ、3人の娘マリールイーゼ、ベッティーナ、マルタと、友人のルートヴィヒ・ボイマーとともにハウス・イム・シュルーに移り住んだ。現在ここには3棟の葦葺の建物が建っている。マルタ・フォーゲラーの住居、工房（この建物は1937年にグラスドルフからシュルーに移築され、娘ベッティーナの作業場となった）、現在はペンションとなっている一番小さな建物の3棟である。住居と織布工房では、バルケンホフからの調度品、絵画、エッチング、陶器、家具がハインリヒ＝フォーゲラー・コレクションの主要部分を形成している。ハインリヒ・フォーゲラーの作品やこの地域の工芸品の入れ替え展示が、コレクションを補完している。

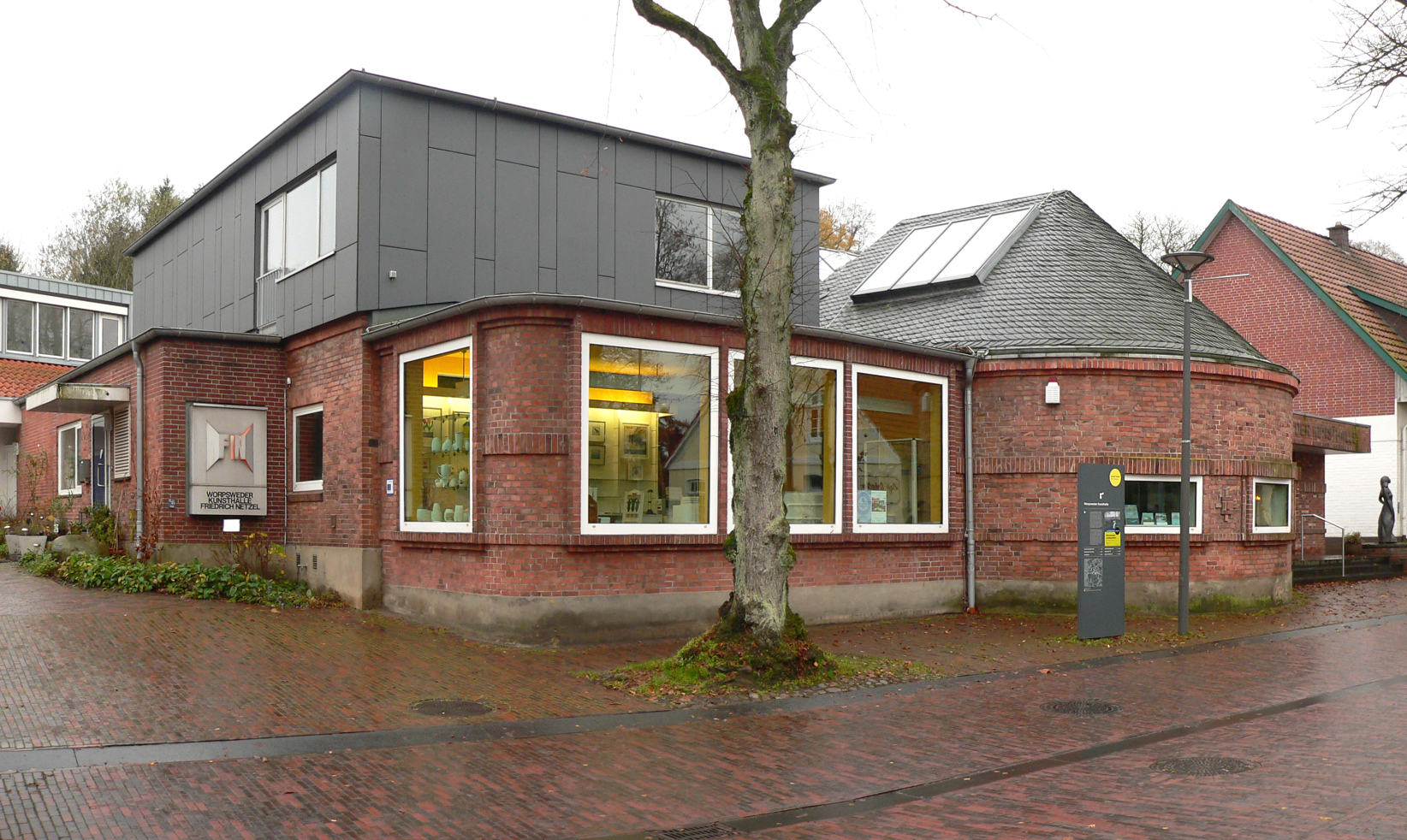
ヴォルプスヴェーデ・クンストハレ

### ヴォルプスヴェーデ・クンストハレ
地元の製本家フリードリヒ・ネッツェルは、彼の店と隣のスペースをヴォルプスヴェーデの芸術家たちが展示・販売目的で利用できるように最初に提供した。その息子のフリードリヒ・ネッツェル2世は、1919年にベルク通りに一軒家を建設し、現代美術を展示するギャラリーとした。美術商のかたわら、美術コレクションが形成された。このギャラリー・オーナーが1945年に亡くなった後、その妻は、戦後の困難な時代に経営を続け、息子のフリードリヒ・ネッツェル3世に引き継いだ。ここでは、家族が三世代で形成したコレクションの他に、ヴォルプスヴェーデを全国的に有名にしている特別展示を開催している。たとえば、1972年、1973年、1989年には、当時としては初公開となるソヴィエト時代の作品を含むハインリヒ・フォーゲラーの作品展を開催し、1976年にはパウラ・モーダーゾーン＝ベッカーの生誕100周年を記念した大規模な展覧会を、1989年には芸術家村100周年記念特別展を開催した。
ギャラリーのオーナーでコレクターであったフリードリヒ・ネッツェルの死後、その希望によりコレクションを将来にわたって維持する財団が設立された。「ヴォルプスヴェーデ芸術財団フリードリヒ・ネッツェル」は個人ベースの協力者やボランティアによって運営されている。ヴォルプスヴェーデ・クンストハレのコレクションの中には、たとえば、フリッツ・マッケンゼン、オットー・モーダーゾーン、ハンス・アム・エンデ、フリッツ・オーヴァーベック、ハインリヒ・フォーゲラーの作品や、現代芸術家オッッティリー・ライレンダー作品の大規模な長期貸与品が含まれている。芸術家第二世代では、ゲオルク・タッペルト、アルベルト・シューストル＝アーディング、ウード・ペータース、アルフレート・コルマー、テティウス・テューゲル、ブラム・ヴァン・ヴェルデ、リーゼル・オッペル、リヒャルト・エルツェらの作品が展示される。フリードリヒ・メクセペル、ハイニ・リンクスヘンダー、ウーヴェ・へスラーといった現代のヴォルプスヴェーデの芸術家の作品も展示されている。

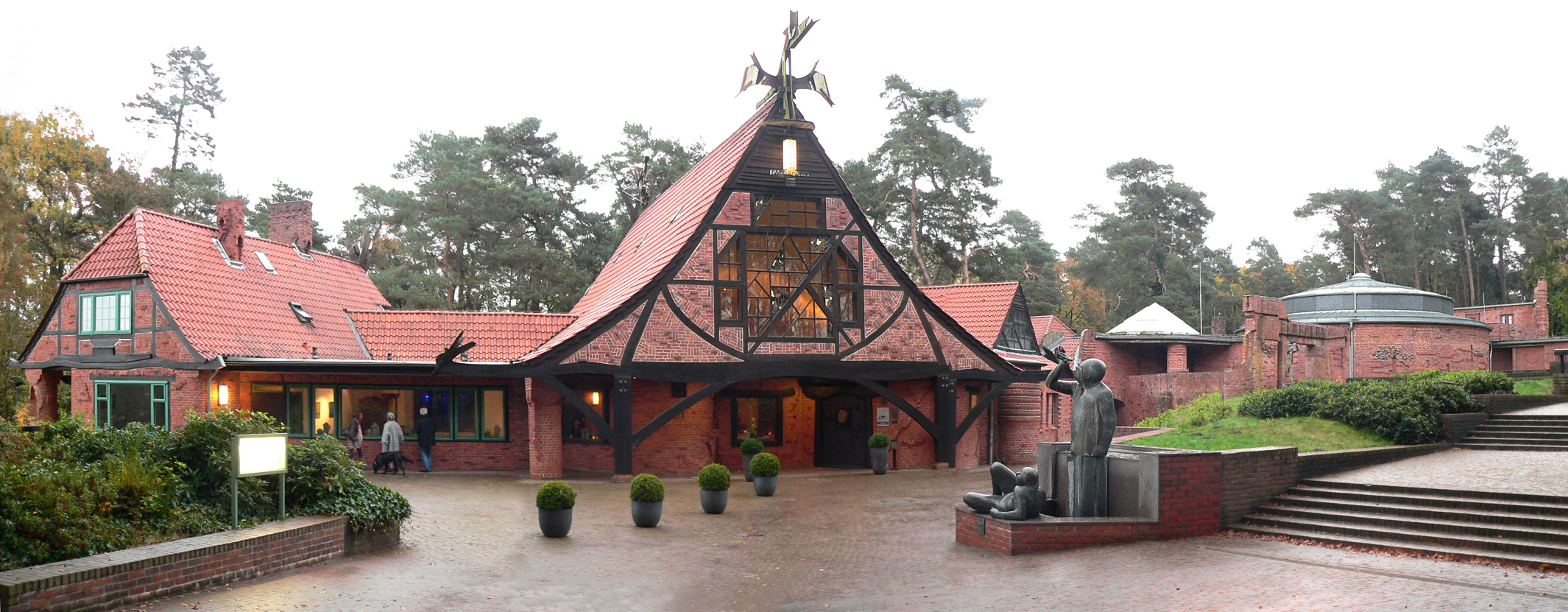
カフェ・ヴォルプスヴェーデ

### カフェ・ヴォルプスヴェーデ
カフェ・ヴォルプスヴェーデは、ヴァイヤーベルクの麓にある表現主義様式の建築である。この建物は、グローセ・クンストシャウ（次項参照）を含むレンガ建築アンサンブルの一部をなしており、1925年からカフェおよびレストランとして利用されている。1970年代までこのカフェはホテルと接続していた。この建物は地元では「カフェ・フェアリュックト」（直訳: カフェ・クレージー）とも呼ばれる。それは、建築家で芸術家のベルンハルト・ヘトガーが、きちんとした設計図なしに、直角の角がない建物を建て始めたため、ヴォルプスヴェーデの人たちには「いかれた建物」と思われ、それ以後これがあだ名となったのである。ヘトガーはこのプロジェクトのために10万帝国マルクの資金を調達し、独創的な建造物を建設した。このカフェは、2002年にドイツ文化財保護協会によって修復された。これにより、重要な細部が復元された。このカフェは2019年の2月から閉鎖されている。

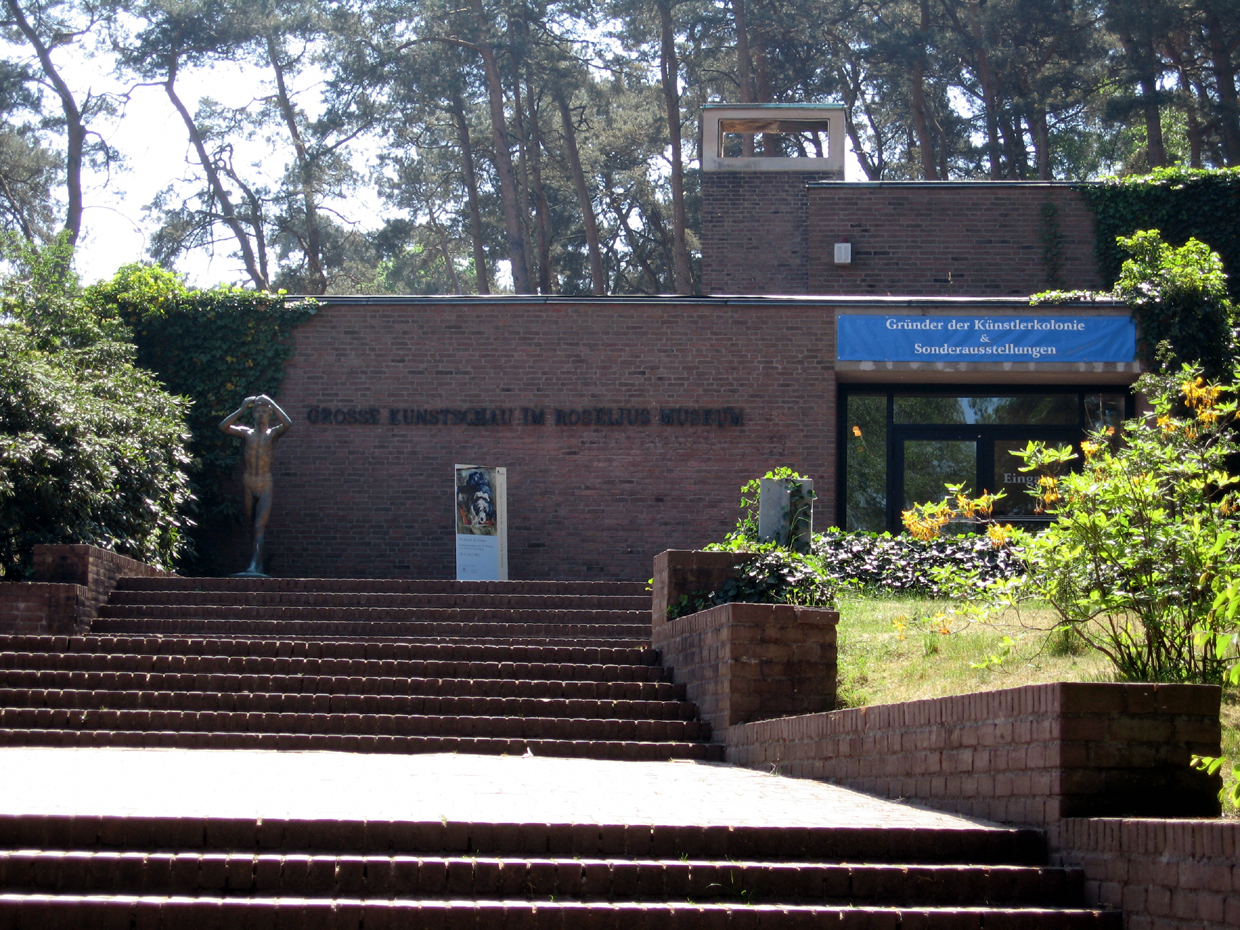
ロゼリウス美術館

### グローセ・クンストシャウ・ヴォルプスヴェーデ
グローセ・クンストシャウ・ヴォルプスヴェーデは、ヴァイヤーベルクの麓にある、カフェ・ヴォルプスヴェーデを含む表現主義様式のレンガ建築アンサンブルの一部である。常設展示では、ヴォルプスヴェーデの芸術家の作品が部分的に入れ替えながら選抜展示されている。グローセ・クンストシャウ・ヴォルプスヴェーデは、2008年に改修を終えて再開された。クンストシャウの建物の隣に建つ1971年製の旧ロゼリウス美術館は改修・拡張され、新築されたガラス張りの接続棟とともに2011年から現代・近代芸術の展示スペースとなっている。

### モーダーゾーン＝ハウス美術館
モーダーゾーン＝ハウス美術館は、ヘムベルガー通り19番地の、画家のオットー・モーダーゾーンとパウラ・モーダーゾーン＝ベッカーがかつて住んだ家に入居している。ここには、モーダーゾーン＝ベッカーの作品やいくつかの調度品などが展示されている。近代的な増築部分は、ヴォルプスヴェーデ第一世代の画家たちの作品を展示するためにも用いられている。

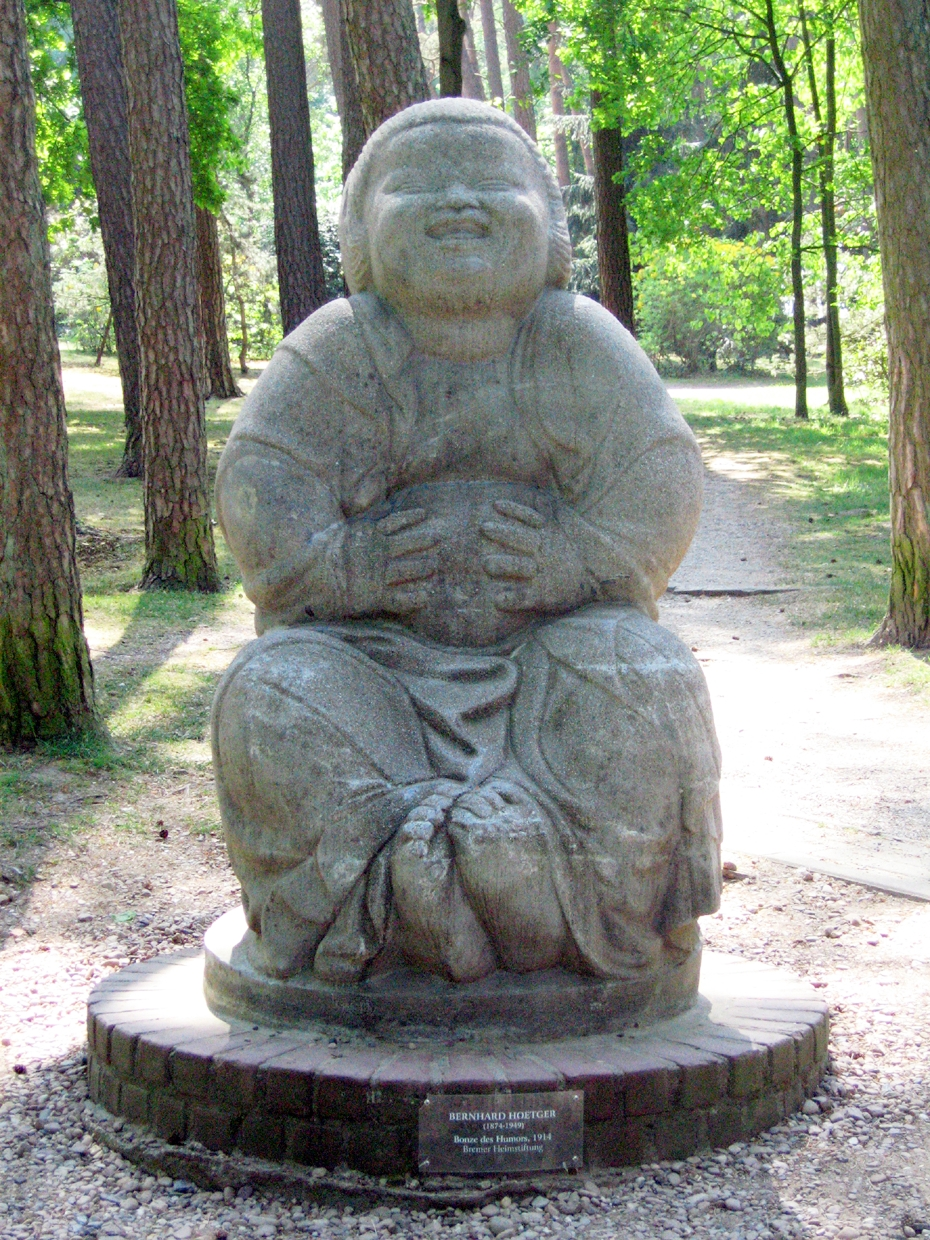
ボンツェ・デス・フモールス

### ボンツェ・デス・フモールス
ボンツェ・デス・フモールス（直訳: ユーモアの僧侶）は笑っている仏陀の像で、カフェ・ヴォルプスヴェーデ横の駐車場近くにある。この石造りのモニュメントは、カフェ・ヴォルプスヴェーデやニーダーザクセンシュタインと同じくベルント・ヘトガーによって1914年にデザインされた。この像は、15のマジョリカ陶器のシリーズから創られた。ヘトガーは、ダルムシュタットのマチルデの丘で活動していた頃、対比のペアのシリーズを創作していた。これによって彼は、たとえば善、信仰、希望といった陽の面と、貪欲、怒り、憎悪といった陰の面からなる、人間の「陽と陰」を表現しようとした。この仏陀は陽の面を表現した像である。陰の面である怒りの像（同じく石像である）は、わずかな距離にあるグローセ・クンストシャウ・ヴォルプスヴェーデの階段脇にある。この2体の像は、当初、ヘトガーのヴォルプスヴェーデにおける最初の住まいであるブルネンホーフの公園に設置された。ここでは、オラングとウータンという名前で住民に知られていた。ブルネンホーフは1923年に焼失し、1924年にその跡地に所有者の夫の名にちなんでディードリヒスホーフとよばれる新しい建物が建設された。この建物は1953年からブレーメン郷土協会に属している。数多くの像を有する庭園は、手入れや修復がなされ、後に芸術家の栄誉をたたえてヘトガー＝ガルテンと呼ばれるようになった。ボンツェをはじめとするいくつかの立像は他の場所に移された。

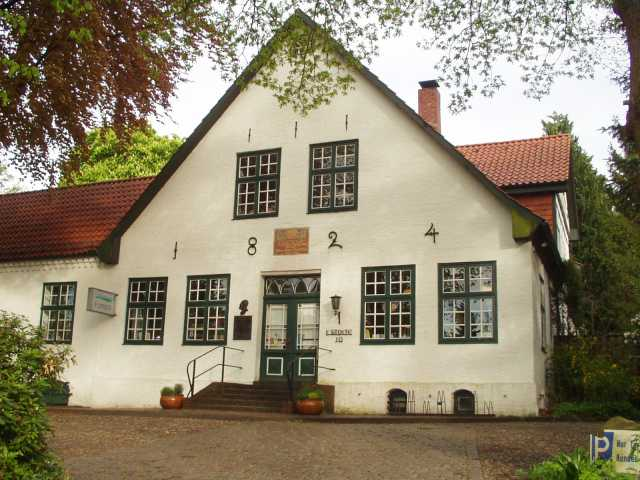
カウフハウス・シュトルテ

### カウフハウス・シュトルテ
フィンドルフ通りのカウフハウス・シュトルテ（直訳: シュトルテ商店）は、およそ200年の伝統を持つこの村で最も古い商店である。創業は1824年である。ヴォルプスヴェーデの初代の牧師の子孫が、教会の麓の牧師倉庫にあった店を手放して建設させたものである。多くの教会参拝者がこの建物を食堂や日曜日の買い物に利用した。ヴォルプスヴェーデがさほど重要性のない泥湿地の村から世界的に知られる芸術家コロニーに発展したのは、商人のシュトルテ家、特に娘のエミリー・シュトルテ（愛称: ミミ）のおかげである。ミミ・シュトルテは1884年にデュッセルドルフで知り合った画学生フリッツ・マッケンゼンを両親の家に招待した。最初の訪問から何度も訪問を重ね、マッケンゼンは画家仲間とともに1889年からここに住み着いた。これを核として芸術家コロニーが形成された。建物の入り口に設置された案内板とマッケンゼンの肖像が、こうした歴史を物語っている。

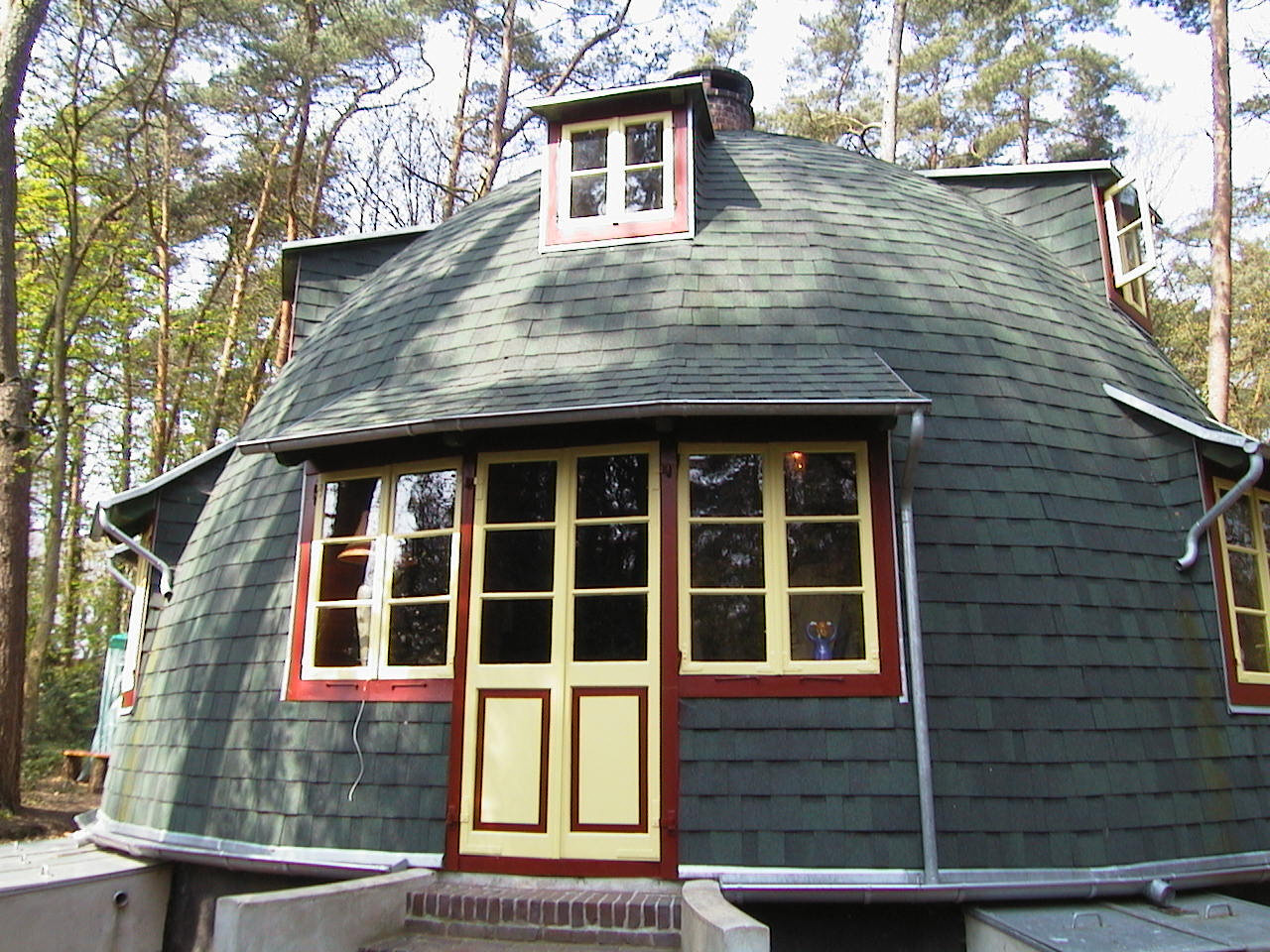
ケーゼグロッケ

### ケーゼグロッケ
ヴォルプスヴェーデのケーゼグロッケは、ヴァイヤーベルクに建つドーム型の建物で、1926年に作家のエドヴィン・ケーネマンが建設した。建築家ブルーノ・タウトは、1921年にマクデブルクの住居と職場のための中部ドイツ展覧会の設計を雑誌「Frühlicht」に発表した。この中でケーネマンが改築したこのアトリエの建物も紹介されている。

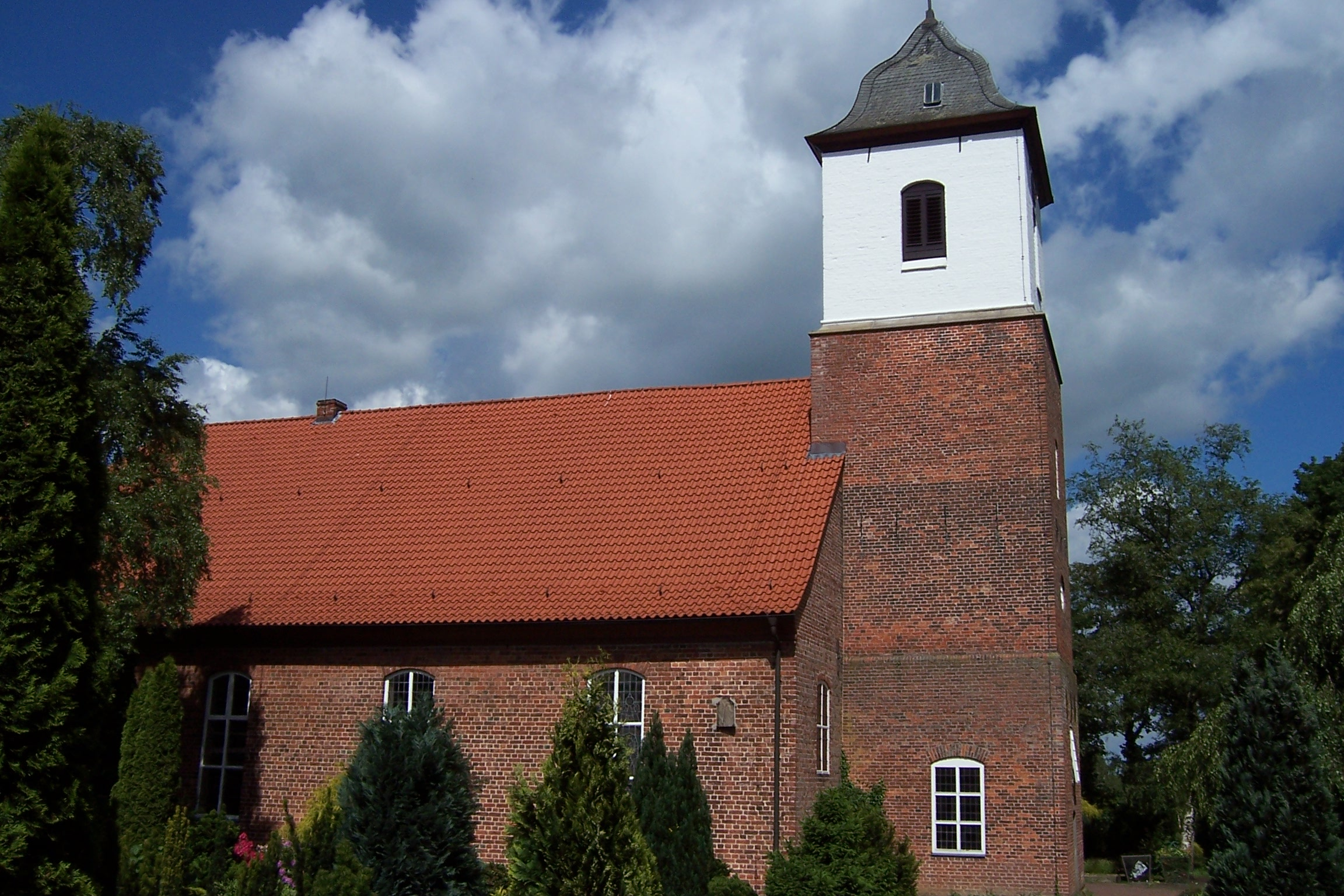
ヴォルプスヴェーデのシオン教会

### シオン教会と教会墓地
ヴァイヤーベルクのシオン教会は、七年戦争中の1757年から1758年に建設された。ハノーファーの宮廷建築家ヨハン・パウル・ホイマンの設計に基づき、泥湿地開発技師のユルゲン・クリスティアン・フィンドルフが施工を担当した。ハノーファー選帝侯でイングランド王のゲオルク2世が資金援助を行った。簡素な外観のこのザールキルヒェには、ロココ装飾が施された説教壇が設けられている。注目すべきは、2階席の柱の間に描かれた天使のプットや花の装飾模様である。これは当時画学生であったクララ・リルケ＝ヴェストホフやパウラ・モーダーゾーン＝ベッカーの罰として課題であった。二人は、1900年に教会の鐘を打ち鳴らし、これが火災の警報と誤認されたのであった。1762年にディートリヒ・クリストフ・グロガーがオルガンを製作した。このオルガンは現存していないが、2011年/12年にグロガーのコンセプトに従いヘンドリーク・アーレントによってオルガンが再建設された。この新しいオルガンは22のストップを備えている。バロック様式の尖頭部の下にある白いカラーが遠くからも見ることができる教会塔は1798年に教会の東側に建設された。この教会塔は、他の教会と同じように、ヴォルプスヴェーデ芸術家コロニーの画家たちにとって不可欠のモチーフとなった。
フィンドルフが設計、施工した墓地が、現在も使われている教会墓地である。美しい立地と姿から多くの訪問客の目的地となっている。約80人の重要な画家、作家、音楽家、美術商がここに最後の安息の場を見いだした。その中には、ヴォルプスヴェーデを芸術家村として発見したフリッツ・マッケンゼンやパウラ・モーダーゾーン＝ベッカーも含まれている。
彫刻家、デザイナー、画家でさらに建築家でもあるベルンハルト・ヘトガーによって1916年から1919年に製作された、1907年に早逝したパウラ・モーダーゾーン＝ベッカーの墓碑は、ヴォルプスヴェーデの墓地を訪れる人に特別な魅力を放っている。この墓碑は、石製の、半裸の、沈み込んだ、等身大の婦人像を戴いている。婦人像の腰の上には両手でリンゴを持つ小さな裸の子供がいる。この像は、子供の誕生の数日後に亡くなったこの女流画家の運命を表現しており、成長と衰退のサイクルを象徴している。

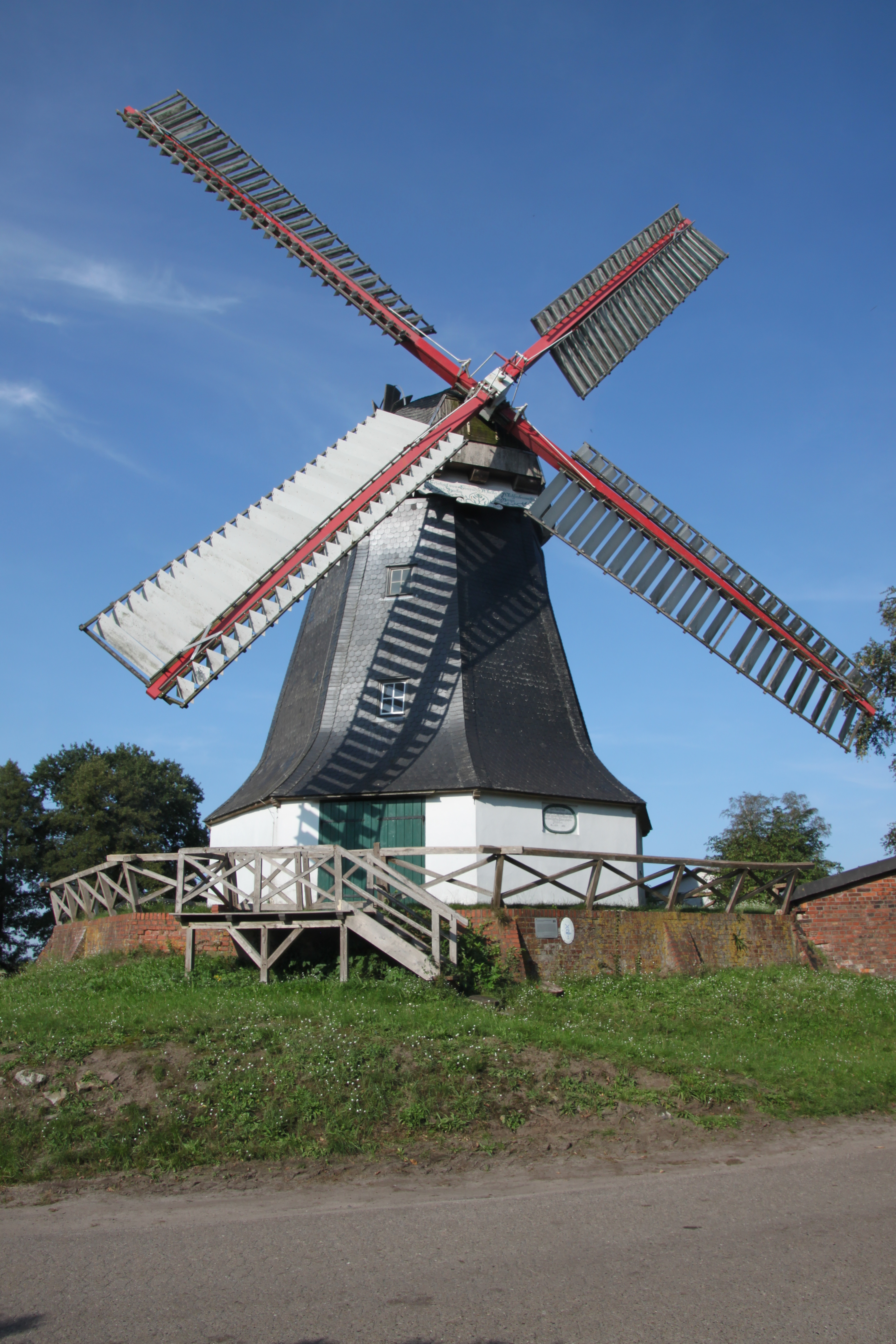
ヴォルプスヴェーデの風車

### 風車
ヴォルプスヴェーデからハンメへ向かう町外れに1701年から、ライムギ専用の臼を備えた回転台付きの風車があった。1838年に現在も完全に稼働可能なオランダ式風車に建て替えられた。この新しくて大きな風車は、ライムギ、コムギ、ひき割り麦用の3つの臼を備えていた。この風車は1888年に製粉業者シュヴェンケ家の所有となった。厳しさを増す競合を勝ち抜くため、何度もオーバーホールが行われ、その時々の近代的な技術水準に合致してきた。1986年の操業停止以後は、フロインデ・ヴォルプスヴェーデ e.V. がこの風車を管理している。このヴォルプスヴェーデの象徴的建造物は、画家たちのモチーフとして用いられた。

### ノイ＝ヘルゴラント展望塔
高さ 9 m のノイ＝ヘルゴラント展望塔は、ヴォルプスヴェーデの西約 2.5 km、ベーク川が合流する直前のハンメ川北岸の、ノイ＝ヘルゴラントから近い場所にある。この展望塔は、オスターホルツ＝シャルムベックに建てられたアン・デン・ポストヴィーゼン展望塔、イン・デン・リンテラー・ヴァイデ展望とに次ぐ、プロジェクト・ハンメニーデルングに伴い鋼鉄製の第三の塔として建設された。展望塔からは、ヴォルプスヴェーデ、ヴァイヤーベルク、およびハンメニーデルングやトイフェルスモーアさらにはブライテス・ヴァッサー自然保護区といった周辺の自然や風景を一望することができる。

### フィンドルフ記念碑
キルヒベルク（教会の丘）に隣接するヴァイヤーベルクの丘にユルゲン・クリスティアン・フィンドルフの記念碑がある。このオベリスク型の記念碑は「全ての泥湿地開発の父」がこの地域で成し遂げた特別な功績に感謝し、語り継ぐものとして建立された。たとえば、ブレーマーフェルデ、オスターホルツ、オッタースベルクの間の多くの村落の建設は、ハノーファー選帝侯でイングランド王ゲオルク2世およびゲオルク3世治世下の湿地開発委員であったフィンドルフの成果である。彼はオスターホルツ港と港湾運河を建設し、ハンメ＝オステ運河を開削した。ヴォルプスヴェーデのシオン教会建設の際には自ら建築を指導した。隣接するグラスベルクやグナレンブルクの教会の建設計画も彼によって立案された。

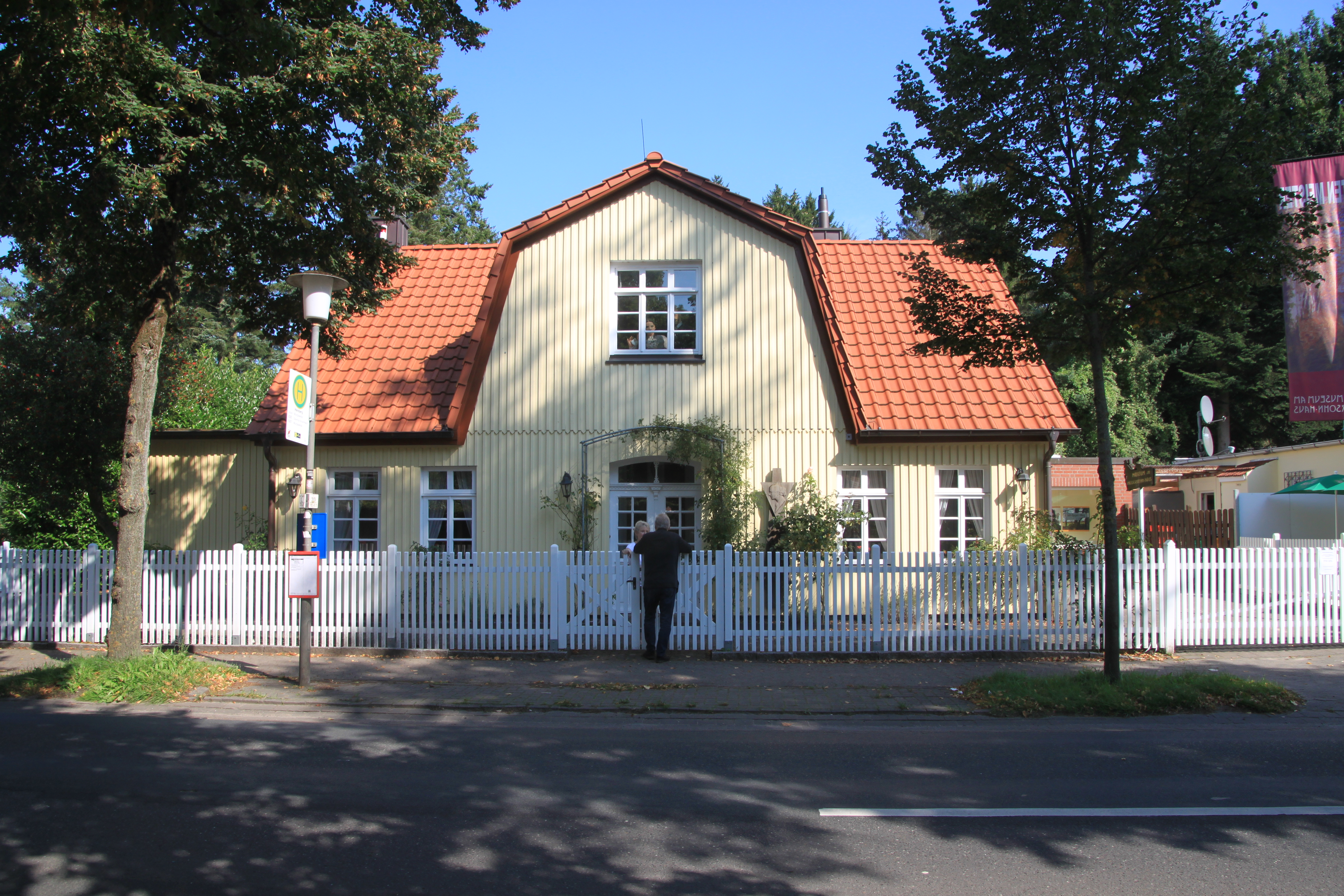
モーダーゾーン＝ハウス美術館
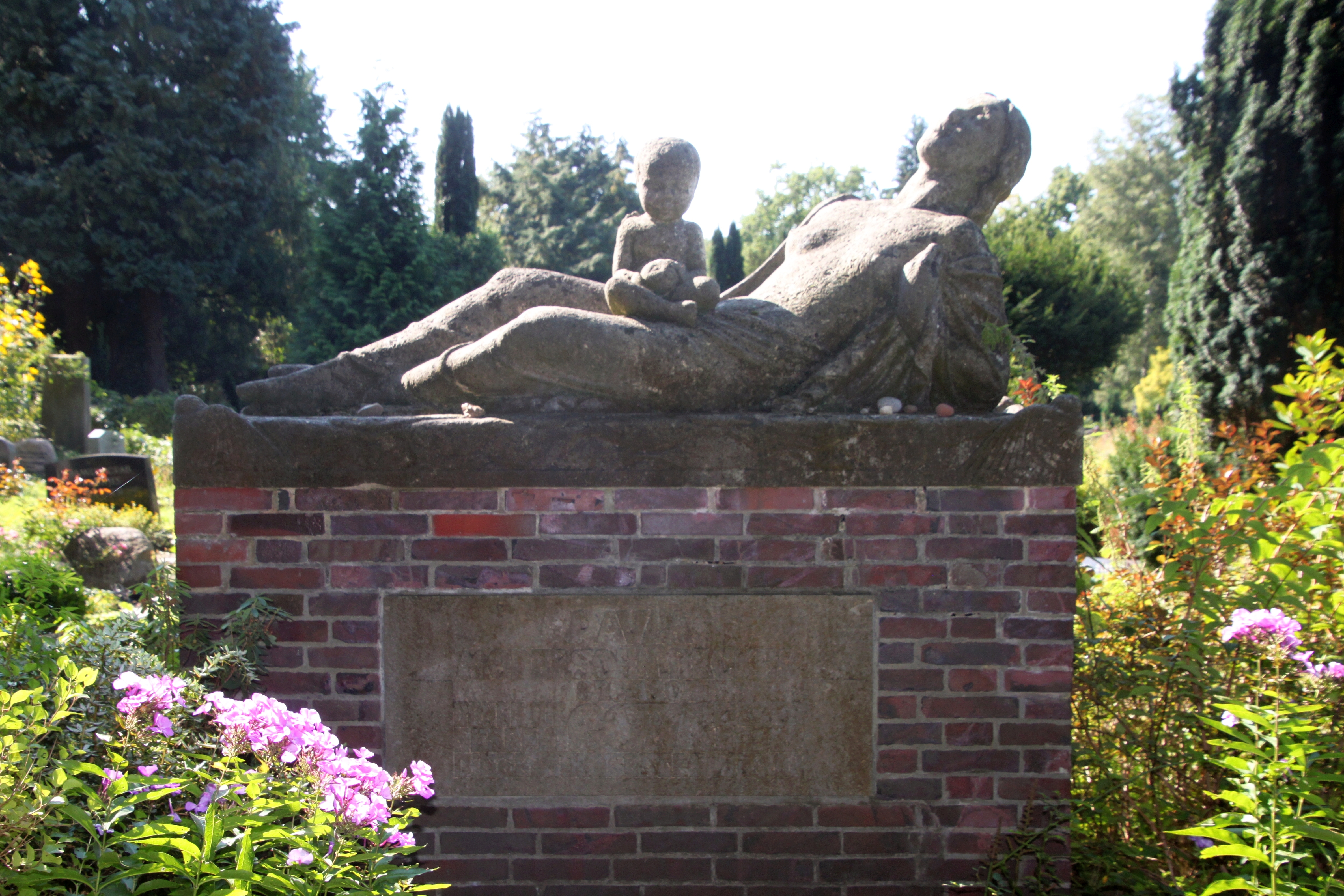
シオン教会にあるベルンハルト・ヘトガーによるパウラ・モーダーゾーン＝ベッカーの墓碑
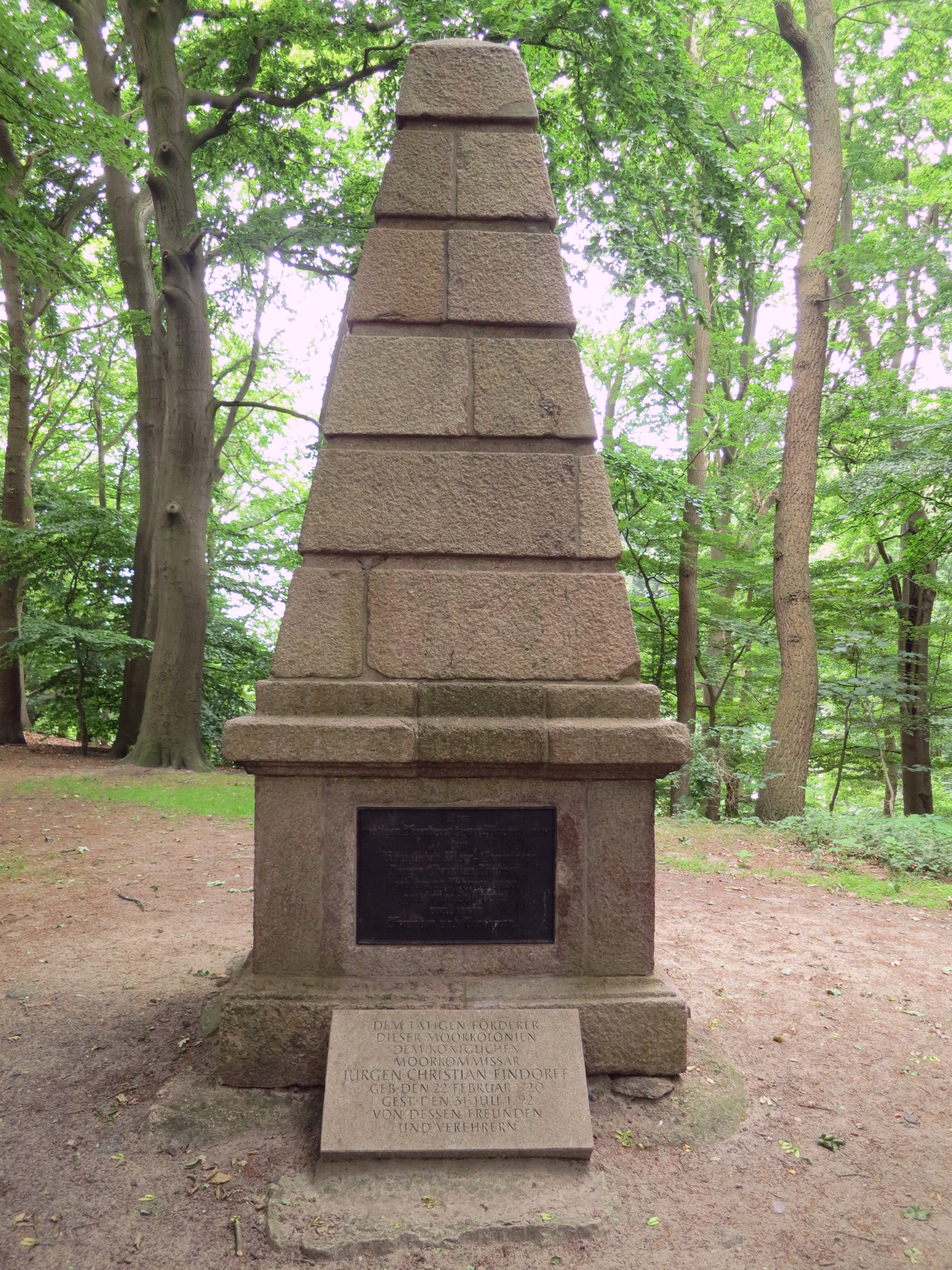
フィンドルフ記念碑

## 経済と社会資本

### 交通

#### 鉄道とヴォルプスヴェーデ駅

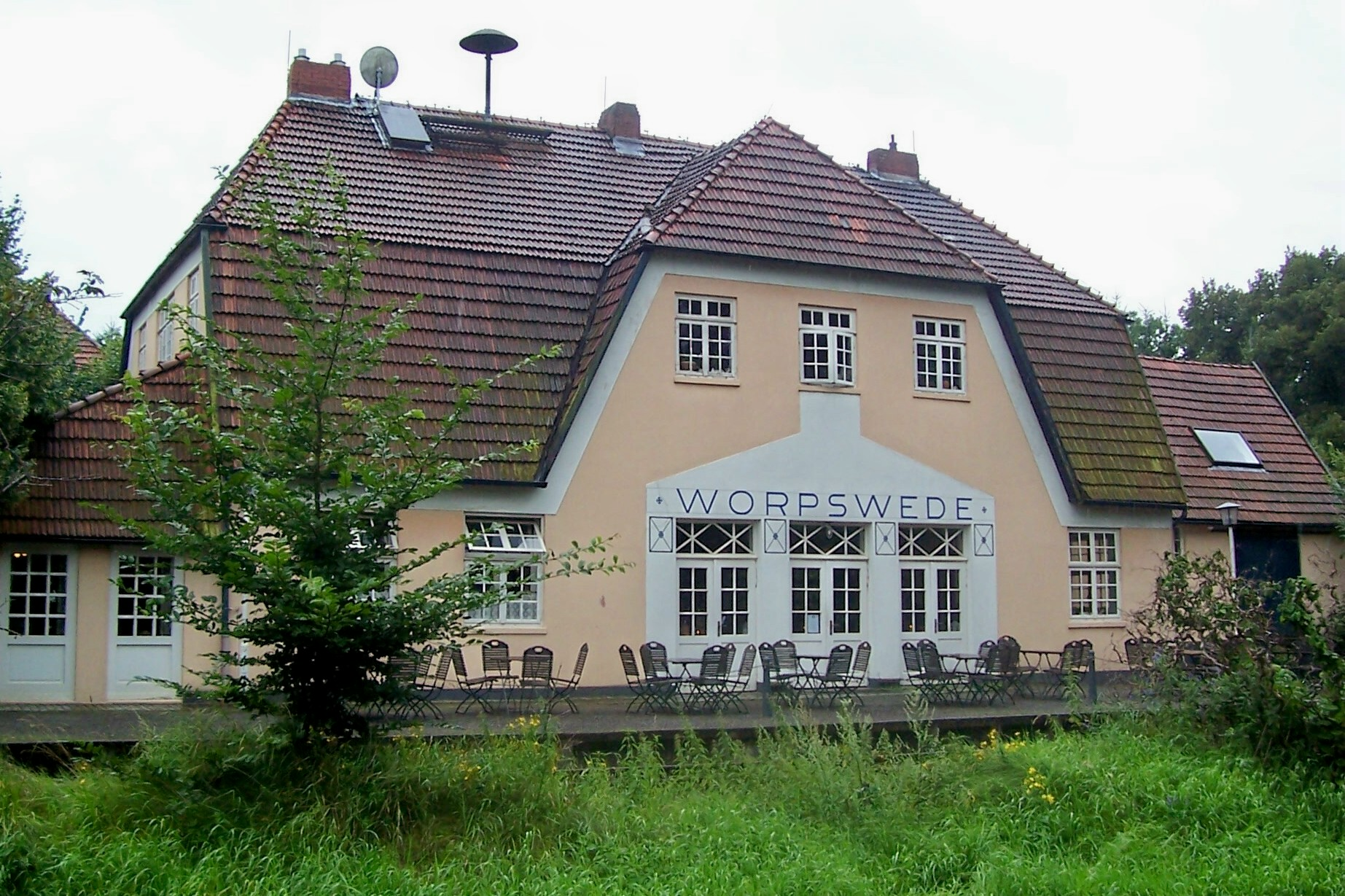
ヴォルプスヴェーデ駅

ヴォルプスヴェーデ駅は、鉄道シュターデ - オスターホルツ＝シャルムベック線（モーアエクスプレス）の駅である。列車は、5月から10月シーズンの土日祝祭日にのみ、シュターデからブレーマーフェルデ、グナレンブルク、ヴォルプスヴェーデ、オスターホルツ＝シャルムベックを経由してブレーメン中央駅まで運行している。
駅舎は、1910年にハインリヒ・フォーゲラーによってユーゲントシュティール様式で設計され、建設された。フォーゲラーは建物の建設だけでなく、内装全体（家具、工芸品、絵画）までデザインした。ヴォルプスヴェーデ駅は1978年に完全に修復され、建設当初の状態に戻された。現在ここにはレストランが入居している。

#### バス交通
ブレーメン/ニーダーザクセン交通連盟 (VBN) の地域バス 670号線がヴォルプスヴェーデとブレーメンとを結んでいる。週末の夜間には、N67号線が1時間ごとに運行し、ファルケンベルクでブレーメン市電4号線に接続している。
この他にオスターホルツ＝シャルムベックからブレーマーフェルデへ向かうバス路線 640号線がヴォルプスヴェーデを通っている。
2010年11月15日から、住民バス612号線と616号線がヴォルプスヴェーデとグラスベルクの一部とを結んでいる。このバスは、月曜から金曜の日中に2時間間隔で運行している。

## ヴォルプスヴェーデを訪れた画家の作品
- オットー・モーダーゾーン
『農家の雷雨』
- ハインリヒ・フォーゲラー
『雪のカバノキの家』(c.1910)
- フリッツ・オーヴァーベック
『湿原の夕べ』(c.1895)
- ヘルミーネ・オーヴァーベック＝ローテ
『洗濯』
- ハンス・アム・エンデ
風景画
- エドゥアルト・オイラー
『ヴォルプスヴェーデ近くの風景』
- ラウラ・シャーベルク
『ヴォルプスヴェーデの運河』

## 関連図書

### 実用書
- Katharina Groth, Björn Herrmann, Die Worpsweder Museen, ed (2014). Mythos und Moderne. 125 Jahre Künstlerkolonie Worpswede. Köln: Wienand. ISBN 978-3-86832-203-3
- Anning Lehmensiek (2014). Juden in Worpswede. Bremen: Donat. ISBN 978-3-943425-35-2
- Jürgen Teumer (2013). Spaziergänge in Worpswede (Überarb. Neuauflage ed.). Bremen: Schünemann-Verlag. ISBN 978-3-7961-1009-2
- Ferdinand Krogmann (2012). Worpswede im Dritten Reich 1933–1945. Donat Verlag. ISBN 978-3-938275-89-4
- Friederike Schmidt-Möbus (2012). Worpswede. Leben in einer Künstlerkolonie. Stuttgart: Reclam. ISBN 978-3-15-010744-7
- Björn Bischoff (2017). Worpswede A–Z – Das Künstlerdorf (1 ed.). Bremen: Edition Falkenberg. ISBN 978-3-95494-113-1
- Jürgen Teumer (2007). Friedhof und Kirche in Worpswede. Ein Rundgang durch Gegenwart und Vergangenheit. Stade: Landschaftsverband Stade. ISBN 978-3-931879-32-7
- Anna Brenken; Fritz Dressler (2003). Worpswede und das Teufelsmoor. Hamburg: Ellert & Richter Verlag. ISBN 978-3-8319-0135-7
- Arn Strohmeyer; Kai Artinger; Ferdinand Krogmann (2000). Landschaft, Licht und Niederdeutscher Mythos. Die Worpsweder Kunst und der Nationalsozialismus. Weimar: VDG Weimar. ISBN 978-3-89739-126-0
- Peter Groth (1995). Martha Vogelers Haus im Schluh. Lilienthal: Worpsweder Verlag. ISBN 978-3-89299-139-7
- Bernd Küster (1989). Das Barkenhoff-Buch. Lilienthal: Worpsweder Verlag
- Bernd Küster (2020). Das Barkenhoff-Buch. Donat Verlag. ISBN 978-3-943425-81-9
- Helmut Stelljes (1989). Worpsweder Almanach. Dichtung, Erzählung, Dokumente. Bremen: Schünemann Verlag. ISBN 978-3-7961-1798-5
- Rainer Maria Rilke (1987). Worpswede – Fritz Mackensen • Otto Modersohn • Fritz Overbeck • Hans am Ende • Heinrich Vogeler (1 ed.). Frankfurt am Main: Insel-Verlag. ISBN 978-3-458-32711-0
- Urs Boeck (2000). “Gärten des Barkenhoffs, Worpswede”. In Rainer Schomann. Historische Gärten in Niedersachsen, Katalog zur Landesausstellung, Eröffnung am 9. Juni 2000 im Foyer des Niedersächsischen Landtages in Hannover. pp. 174–175

### 雑誌
- Bettina Vaupel (2009). “Weites Land für große Kunst; Bernhard Hoetger in Worpswede und Bremen”. Monumente (1):  8–15. ISSN 0941-7125 2020年10月11日閲覧。.

### フィクション
- Anning Lehmensiek (2014). Juden in Worpswede. Bremen: Donat Verlag. ISBN 978-3-943425-35-2
- Klaus Modick (2015). Konzert ohne Dichter. Köln: Kiepenheuer & Witsch. ISBN 978-3-462-04741-7
- Moritz Rinke (2011). Der Mann, der durch das Jahrhundert fiel. Köln: Kiepenheuer & Witsch. ISBN 978-3-462-04342-6

### 日本語
- 池内紀 (1992). ドイツ. ISBN 9784106018336